# Wapen van Emmikhoven en Waardhuizen

Wapen van Emmikhoven en Waardhuizen

Het wapen van Emmikhoven en Waardhuizen werd op 16 juli 1817 bij besluit van de Hoge Raad van Adel aan de toenmalige Noord-Brabantse gemeente Emmikhoven en Waardhuizen bevestigd. Deze gemeente was ook bekend onder de namen Emmikhoven en Emmikhoven c.a.. Op 15 juli 1879 ging de gemeente op in Almkerk, waarmee het wapen kwam te vervallen. Het wapen van Almkerk verschilde alleen in kleur van dat van Emmikhoven. Sinds 1 januari 1973 valt Emmikhoven onder Woudrichem. Het wapen van Woudrichem is gebaseerd op dat van Almkerk, vermeerderd met een schildhoofd.

## Blazoenering
De blazoenering bij het wapen luidt als volgt:
In zilver 2 paalsgewijs geplaatste afgewende zalmen van keel.
De heraldische kleuren zijn zilver (wit) en keel (rood). De beschrijving is later aan het register toegevoegd.

## Geschiedenis
Het wapen is afgeleid van dat van het Land van Altena, waartoe Emmikhoven en Waardhuizen behoorden. Emmikhoven was tot aan het begin van de negentiende eeuw een afzonderlijke heerlijkheid, die als wapen twee afgewende zalmen van zilver op een gouden veld voerde.

## Verwante wapens

Wapen van Andel
Wapen van Almkerk
Het wapen van Brasschaat
Wapen van Giessen
Wapen van Rijswijk
Wapen van Werkendam
Voormalige wapen van Woudrichem
Huidige wapen van Woudrichem

Aalburg
· Aalst
· Aarle-Rixtel
· Alem 
· Alem, Maren en Kessel
· Almkerk
· Alphen en Riel
· Andel
· Baardwijk
· Bakel en Milheeze
· Beek en Donk
· Beers
· Berghem
· Berkel-Enschot
· Berlicum
· Besoyen
· Beugen en Rijkevoort
· Bladel en Netersel
· Bokhoven
· Borkel en Schaft
· Boxmeer
· Budel
· Capelle
· Chaam
· Cromvoirt
· Cuijk
· Cuijk en Sint Agatha
· De Werken en Sleeuwijk
· Den Dungen
· Deurne en Liessel
· Dieden, Demen en Langel
· Diessen
· Dinteloord (en Prinsenland)
· Dinther
· Dommelen
· Drongelen, Haagoort, Gansoijen en Doeveren
· Drunen
· Duizel en Steensel
· Dussen
· Eersel
· Eethen
· Emmikhoven en Waardhuizen
· Empel en Meerwijk
· Engelen
· Erp
· Esch
· Escharen
· Fijnaart en Heijningen
· Gassel
· Geffen
· Geldrop
· Gemert
· Genderen
· Gestel en Blaarthem
· Giessen
· Ginneken en Bavel
· Grave
· 's Gravenmoer
· Haaren 
· Halsteren
· Haps
· Haren en Macharen
· Hedikhuizen
· Heesch
· Heeswijk
· Heeswijk-Dinther
· Heeze
· Helvoirt
· Herpt
· Hoeven
· Hooge en Lage Mierde
· Hooge en Lage Zwaluwe
· Hoogeloon, Hapert en Casteren
· Huijbergen
· Kessel
· Klundert
· Landerd
· Leende
· Liempde
· Lierop
· Lieshout
· Linden
· Lith
· Luyksgestel
· Maarheeze
· Maasdonk
· Maashees en Overloon
· Made en Drimmelen
· Maren
· Meeuwen
· Megen, Haren en Macharen
· Mierlo
· Mill en Sint Hubert
· Moergestel
· Nederwetten en Eckart
· Nieuw-Ginneken
· Nieuw-Vossemeer
· Nieuwkuijk
· Nistelrode
· Nuenen en Gerwen
· Nuland
· Oeffelt
· Oerle
· Oijen en Teeffelen
· Oost-, West- en Middelbeers
· Oploo, Sint Anthonis en Ledeacker
· Ossendrecht
· Oud en Nieuw Gastel
· Oudenbosch
· Oudheusden
· Princenhage
· Prinsenbeek
· Putte
· Raamsdonk
· Ravenstein
· Reek
· Reusel
· Riethoven
· Rijsbergen
· Rijswijk
· Roosendaal en Nispen
· Rosmalen
· Sambeek
· Schaijk
· Schijndel
· Sint Anthonis
· Sint-Michielsgestel
· Sint-Oedenrode
· Soerendonk, Sterksel en Gastel
· Sprang
· Sprang-Capelle
· Standdaarbuiten
· Stiphout
· Stratum
· Strijp
· Terheijden
· Teteringen
· Tongelre
· Uden
· Udenhout
· Veen
· Veghel
· Veldhoven en Meerveldhoven
· Velp
· Vessem, Wintelre en Knegsel
· Vierlingsbeek
· Vlierden
· Vlijmen
· Vrijhoeve-Capelle
· Wanroij
· Waspik
· Werkendam
· Westerhoven
· Wijk en Aalburg
· Willemstad
· Woensel (en Eckart)
· Woudrichem
· Wouw
· Zeeland
· Zesgehuchten
· Zevenbergen